# بوکور (کمون)
بوکور (به فرانسوی: Beaucourt) یک کمون در فرانسه است که در بخش بوکور واقع شده‌است. بوکور ۴٫۹۵ کیلومتر مربع مساحت دارد.